# Artan Shabani
Artan Shabani (ur. 27 czerwca 1969 we Wlorze) – albański malarz.

## Życiorys
Shabani ukończył studia na Akademii Sztuk Pięknych we Wlorze, następnie pracował we Francji, Hiszpanii i Włoszech. Od 1988 roku organizuje wystawy swoich dzieł w wielu europejskich miastach, głównie włoskich.
W 2007 roku założył we Wlorze galerię The Promenade Gallery. W latach 2013–2018 pełnił funkcję dyrektora Narodowej Galerii Sztuki w Tiranie.
Aktualnie mieszka i pracuje w Wenecji.

## Wystawy
| Rok  | Tytuł                                                           | Miejsce                                | Państwo   |
| ---- | --------------------------------------------------------------- | -------------------------------------- | --------- |
| 1993 | Eureka                                                          | zamek w Corigliano d'Otranto           | Włochy    |
| 1995 | In the Same Boat                                                | Rosta                                  | Włochy    |
| 1996 | Territori                                                       | Turyn                                  | Włochy    |
| 1997 | Permanenze                                                      |                                        | Włochy    |
| 1997 | Tracce Nel Futuro                                               | Bardonecchia                           | Włochy    |
| 1998 | Blu di Prussia                                                  | pałac Scaglia di Verrua w Turynie      | Włochy    |
| 1998 | Realismi                                                        | galeria La Laterna w Moncalieri        | Włochy    |
| 1998 | Transformaciones                                                | galeria Manini w Turynie               | Włochy    |
| 1999 | Les couleurs du Sud                                             | Monte Carlo                            | Monako    |
| 1999 | Mappe mentali                                                   | Pałac Kongresowy w Limone sul Garda    | Włochy    |
| 1999 | Mari del Sud                                                    | Portovenere                            | Włochy    |
| 1999 | Salle Municipale des Deux Fr                                    | Roquebrune                             | Francja   |
| 2000 | Galleria dell'Olmo                                              | Sesto Calende                          | Włochy    |
| 2000 | Galleria Manini                                                 | Turyn                                  | Włochy    |
| 2000 | In transito                                                     | Pałac Kongresowy w Limone sul Garda    | Włochy    |
| 2000 | Musikanten                                                      | pałac w Mondovì                        | Włochy    |
| 2001 | Below The Light                                                 |                                        | Francja   |
| 2001 | Il Mito di Venere                                               | Portovenere                            | Włochy    |
| 2001 | Palazzo Congressi                                               | Limone sul Garda                       | Włochy    |
| 2001 | Stadtgalerie                                                    | Bruneck                                | Włochy    |
| 2002 | Ngjyra Nga Mesdheu                                              | Narodowa Galeria w Tiranie             | Albania   |
| 2002 | Palazzo Barberini                                               | Ambasada Republiki Albanii w Rzymie    | Włochy    |
| 2002 | Peisazh                                                         | A Coruña                               | Hiszpania |
| 2002 | Volti della folla                                               |                                        | Włochy    |
| 2003 | Palazzo Ex Upim                                                 | Treviglio                              | Włochy    |
| 2003 | Pitture                                                         | Galeria Sztuki Współczesnej w Turynie  | Włochy    |
| 2003 | Still Life                                                      | pałac Serbelloni w Mediolanie          | Włochy    |
| 2003 | Un Alfabeto Lontano                                             | Mondovì                                | Włochy    |
| 2004 | Entroterra                                                      | villa Strozzi la Limonaia we Florencji | Włochy    |
| 2004 | History Portraits                                               | pałac kapitana w Bagno di Romagna      | Włochy    |
| 2004 | Museo Castello Ducale                                           | Corigliano Calabro                     | Włochy    |
| 2004 | Palace of the Council of Europe                                 | Strasburg                              | Francja   |
| 2004 | Palazzo delle Prigioni, L'acqua dei Balcani nel mare di Venezia | Wenecja                                | Włochy    |
| 2004 | Sguardo ad Est                                                  | pałac Salmatoris w Cherasco            | Włochy    |
| 2005 | Non Sporcate la Favola                                          | villa Caruso Bellosguardo we Florencji | Włochy    |
| 2005 | Via Egnatia                                                     | muzeum motoryzacji w Turynie           | Włochy    |
| 2005 | Visioni di Confine                                              | Scicli                                 | Włochy    |
| 2006 | Ballkan Metamorphosis                                           | Narodowa Galeria w Tiranie             | Albania   |
| 2006 | Delfi Dorme e Dove Risuona il Grande Destino                    | galeria Micro w Turynie                | Włochy    |
| 2006 | Il Lazio tra Europa e Mediterraneo                              |                                        | Włochy    |
| 2006 | Visage d'Albanie                                                | Monte Carlo                            | Monako    |
| 2007 | Aree Mediterranee a Confronto                                   | Durrës                                 | Albania   |
| 2007 | Identity                                                        | Wlora                                  | Albania   |
| 2008 | At the end of the roads of Siracusa                             | galeria Roma w Syrakuzach              | Włochy    |
| 2008 | The labyrinth of memory                                         | Chieri                                 | Włochy    |